# Cliona lobata
Cliona lobata är en svampdjursart som beskrevs av Hancock 1849. Enligt Catalogue of Life ingår Cliona lobata i släktet Cliona och familjen borrsvampar, men enligt Dyntaxa är tillhörigheten istället släktet Cliona och familjen Clionidae. Arten är reproducerande i Sverige. Inga underarter finns listade i Catalogue of Life.